# 兵庫県立むこがわ特別支援学校
兵庫県立むこがわ特別支援学校（ひょうごけんりつ むこがわとくべつしえんがっこう）は、兵庫県西宮市にある県立特別支援学校。知的障害がある児童・生徒を教育対象とする。

## 歴史
阪神南地域の特別支援学校整備において、兵庫県立芦屋特別支援学校に通学する児童生徒が増加し、狭隘化が課題となっていることから、新たな特別支援学校を整備することとなった。また隣接する阪神間の聴覚障害教育の中核拠点である兵庫県立こばと聴覚特別支援学校が老朽化していることから、一体的に整備し、多様なニーズに対応する学校とする。校舎は旧尼崎市立尼崎養護学校（現・尼崎市立あまよう特別支援学校）の既存校舎を活用している。
- 2022年（令和4年）4月1日 - 兵庫県立むこがわ特別支援学校開校

## 設置学部
知的障害部門
- 小学部
- 中学部
- 高等部（2024年度より開設予定）

聴覚障害部門
いずれも2026年度より兵庫県立こばと聴覚特別支援学校が移転する形で開設予定
- 幼稚部
- 保育相談部

## 通学区域
知的障害部門
西宮市のうち、大社（西宮市立夙川小学校区を除く）・上ケ原・甲陵・平木・甲武（ななくさ学園生を除く）・瓦木・深津・上甲子園・真砂（西宮市立南甲子園小学校区のみ）・鳴尾・浜甲子園・鳴尾南・高須・学文の各中学校区にあたる区域。
聴覚障害部門
県下全域。